# Peter DeLuise
Peter DeLuise, född 6 november 1966 i New York i New York, är en amerikansk-kanadensisk skådespelare och regissör för TV-serier. 
DeLuise hade en av huvudrollerna i polisserien 21 Jump Street och i seaQuest DSV spelade han den genmodifierade Dagwood. DeLuise gifte sig med en kanadensisk skådespelerska, har bosatt sig i Vancouver och blivit kanadensisk medborgare.
Han har regisserat 59 avsnitt av Stargate SG-1. Peter DeLuise är son till framlidne komikern Dom DeLuise samt bror till Michael DeLuise och David DeLuise.

## Filmografi (urval)
- Hot Stuff (1979)
- Free Ride (1986)

- 21 Jump Street  (1987-1990)
- seaQuest DSV (1994-1996) (TV)
- Stargate SG-1 (1997-2007) (TV) - regi
- Stargate: Atlantis (2004-2008) (TV) - regi